# Lopholejeunea zollingeri
Lopholejeunea zollingeri är en bladmossart som först beskrevs av Franz Stephani, och fick sitt nu gällande namn av Victor Félix Schiffner. Lopholejeunea zollingeri ingår i släktet Lopholejeunea och familjen Lejeuneaceae. Inga underarter finns listade i Catalogue of Life.